# ジャン＝バティスト・ヴァン・ロー
ジャン＝バティスト・ヴァン・ロー（フランス語: Jean-Baptiste van Loo、1684年1月14日 - 1745年12月19日）は、フランス王国の肖像画家。

## 生涯
エクス＝アン＝プロヴァンスで生まれ、父のルイ＝アブラム・ヴァン・ローより美術の手ほどきを受ける。少年期から教会や公的な建物の装飾用絵画を描いていたこともあり、トゥーロンでも似たような仕事を得たが、1707年のトゥーロン包囲戦によりたち退くことを余儀なくされた。
カリニャーノ公ヴィットーリオ・アメデーオ1世の援助を受けてローマへ行くと、ベネデット・ルティの教育を受けた。ローマでも教会の絵画の仕事を受けることが多く、特にサンタ・マリア・イン・モンティチェッリで描いた「キリストの鞭打ち」は多くの賞賛を受けた。トリノではサヴォイア公ヴィットーリオ・アメデーオ2世など宮廷の人々の肖像画を描いた。続いてパリに移ると王立絵画彫刻アカデミーの会員に選出され、教会の祭壇の装飾画を描いたり、フォンテーヌブローでフランチェスコ・プリマティッチオの作品を修復したりした。
1737年にイングランドに向かうと、コリー・シバーとオーウェン・スィニーの肖像画で注目を受ける。そのうちスィニーの肖像画はヴァン・ローの多くの作品と同じく、ジョン・フェーバー・ジュニアの手によってメゾチント処理がなされた。財務大臣の服飾を着たロバート・ウォルポールの肖像画も描いており、こちらはナショナル・ポートレート・ギャラリーの所蔵となっている。またプリンス・オブ・ウェールズのフレデリック・ルイスとその妻オーガスタ・オブ・サクス＝ゴータの肖像画を描いていた。しかし、健康が悪くなってきたためイングランドには長く留まらず、1742年にパリに戻ったのち故郷のエクス＝アン＝プロヴァンスに向かい、1745年12月19日にそこで死去した。彼の描く肖像画は印象的で原本に忠実であり、本人よりきれいになるように描くことは少なかった。

## ギャラリー

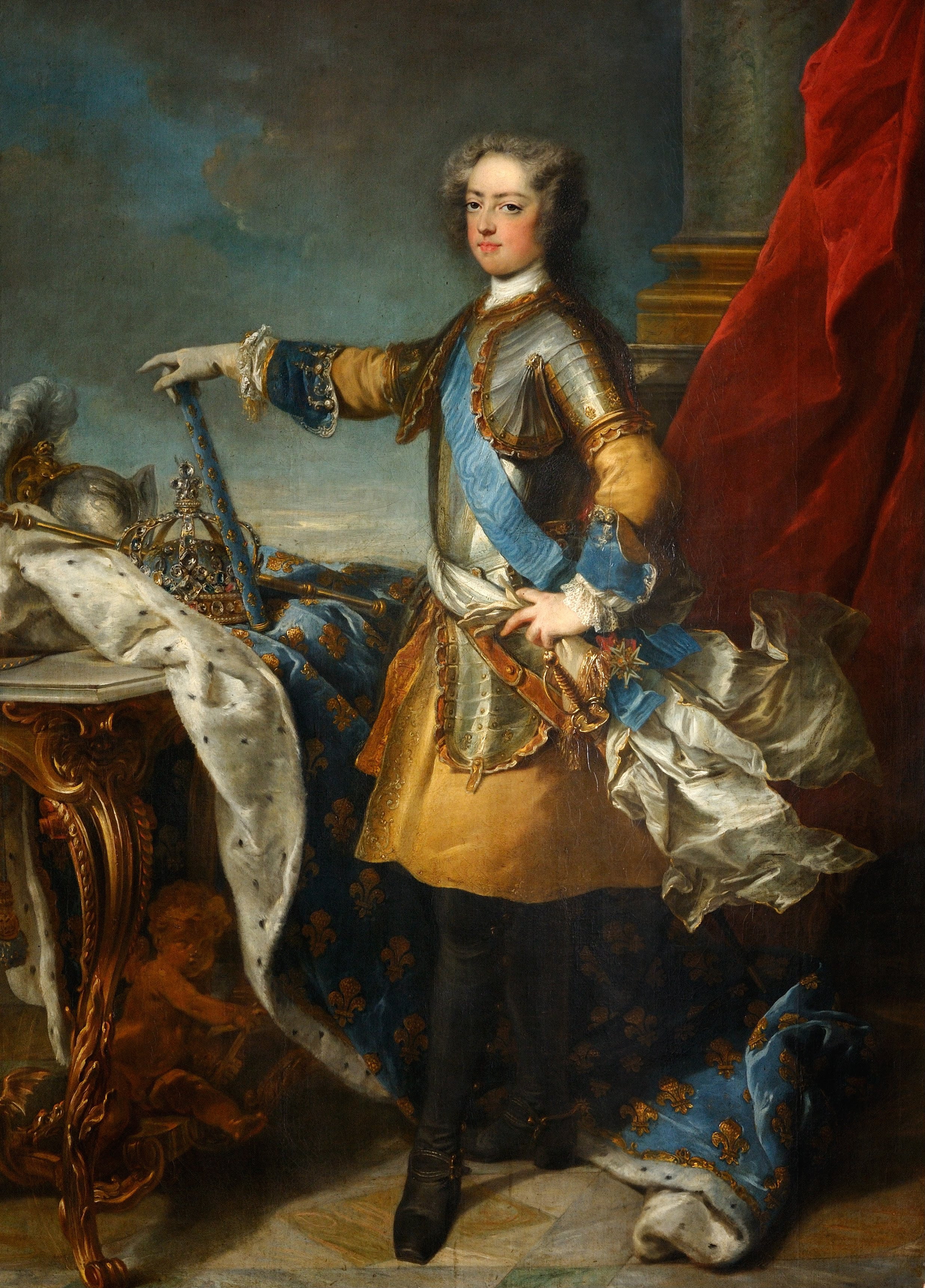
フランスおよびナヴァール王ルイ15世、1723年頃。 ヴェルサイユ宮殿所蔵。
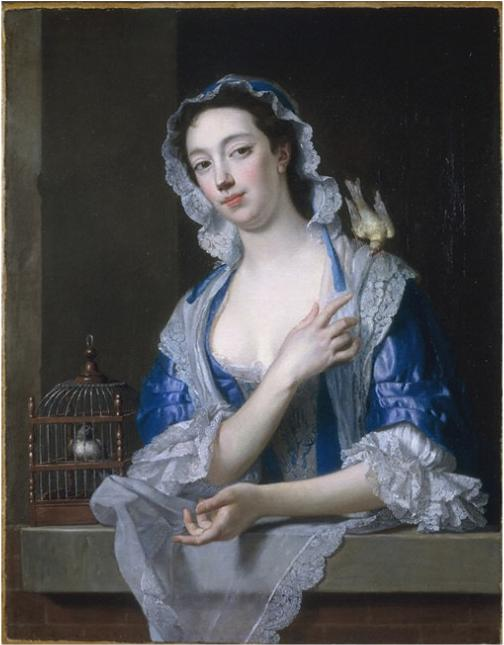
女優マーガレット・"ペグ"・ウォッフィングトン（英語版）、1738年頃。 ヴィクトリア&アルバート博物館所蔵。
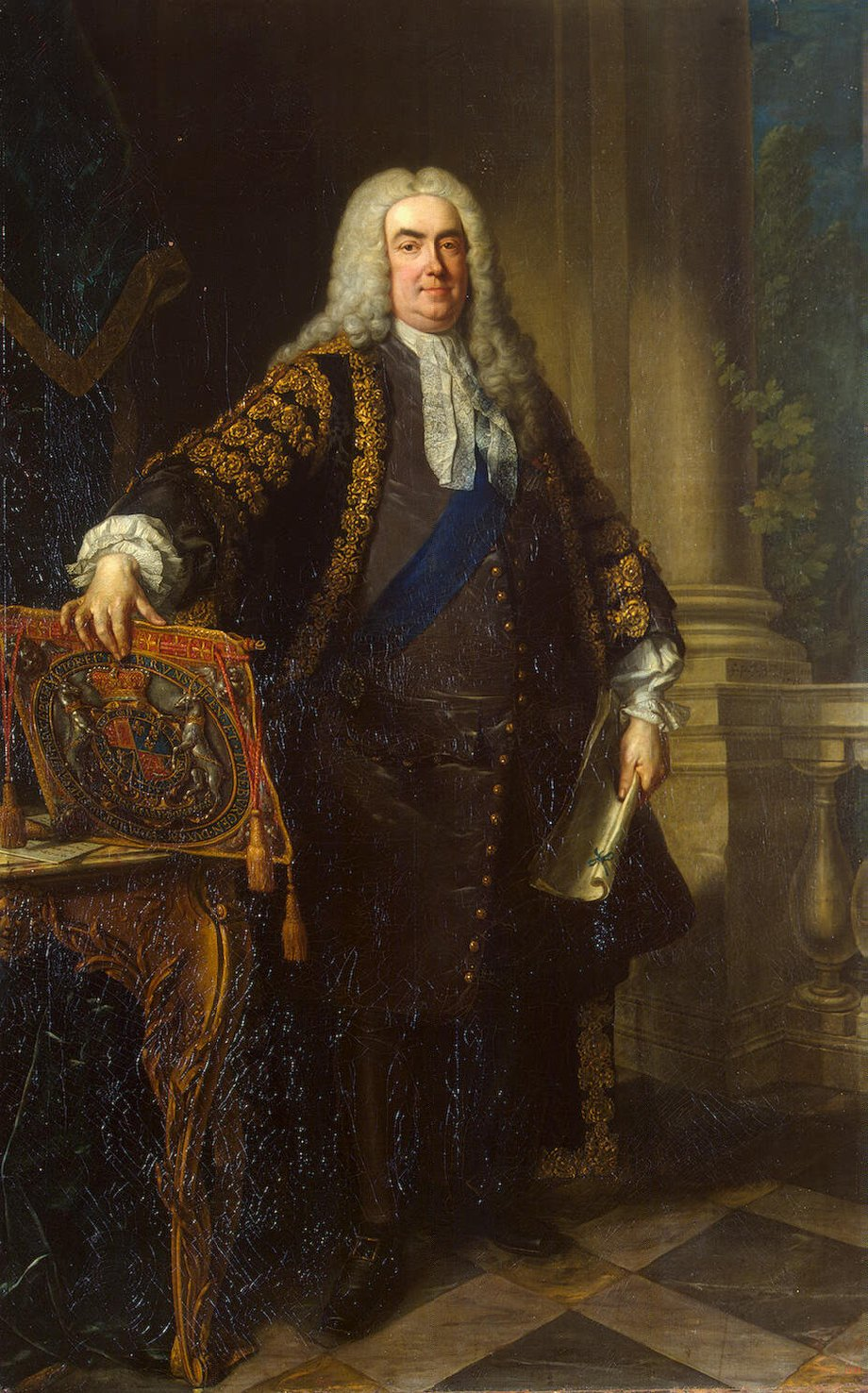
ロバート・ウォルポールの肖像画、1740年作。 ナショナル・ポートレート・ギャラリー所蔵。
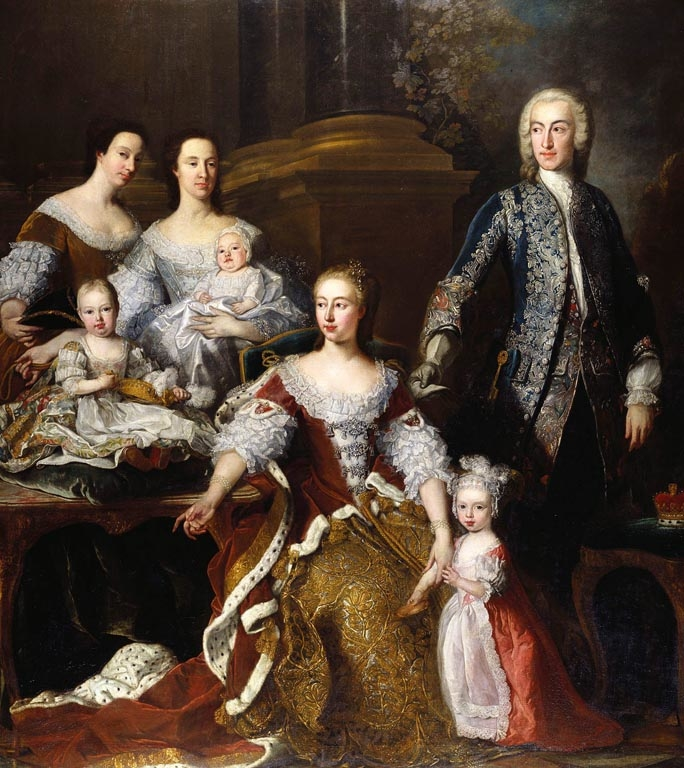
皇太子時代のジョージ3世とその家族

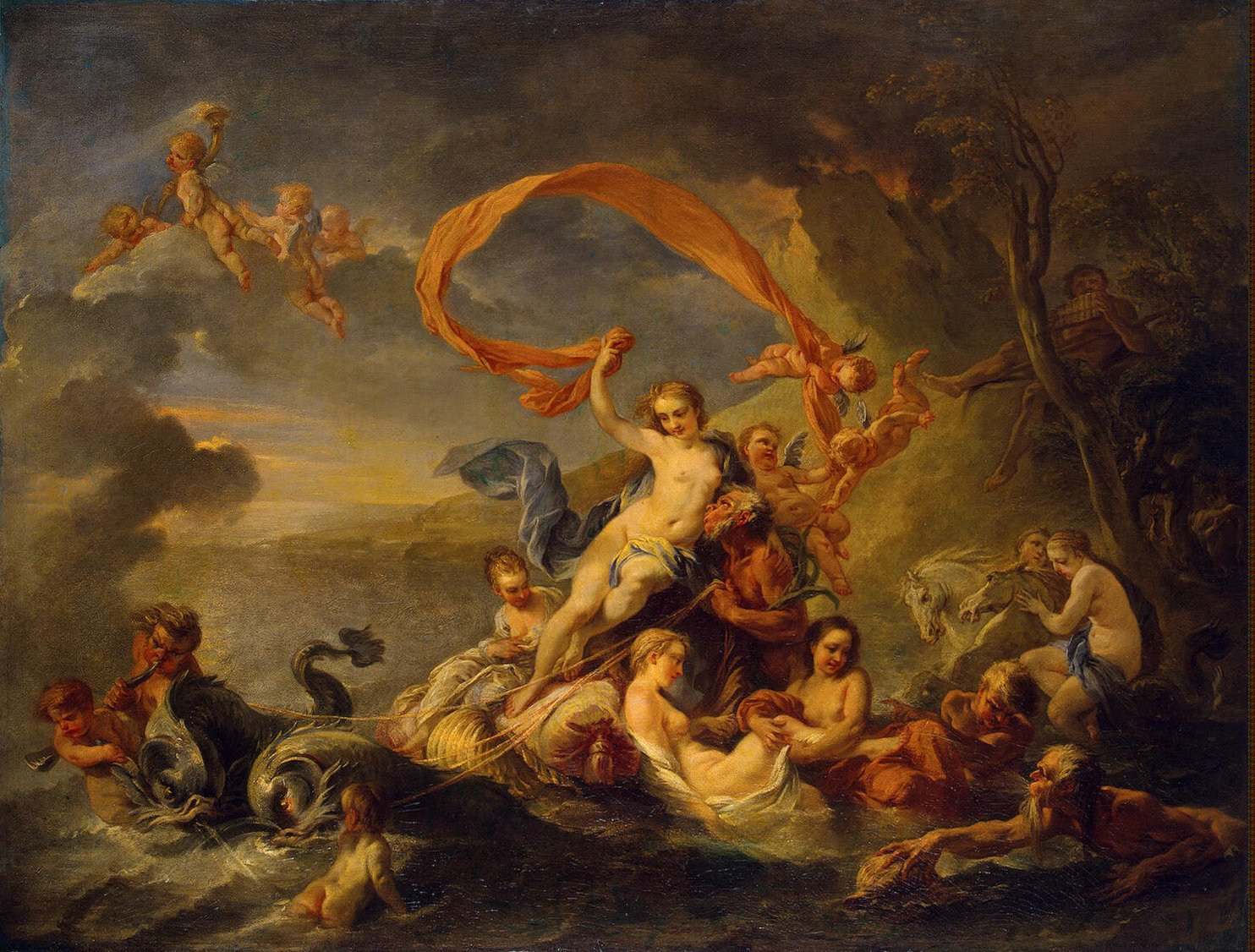
ガラテイア凱旋、1720年作。 エルミタージュ美術館所蔵。
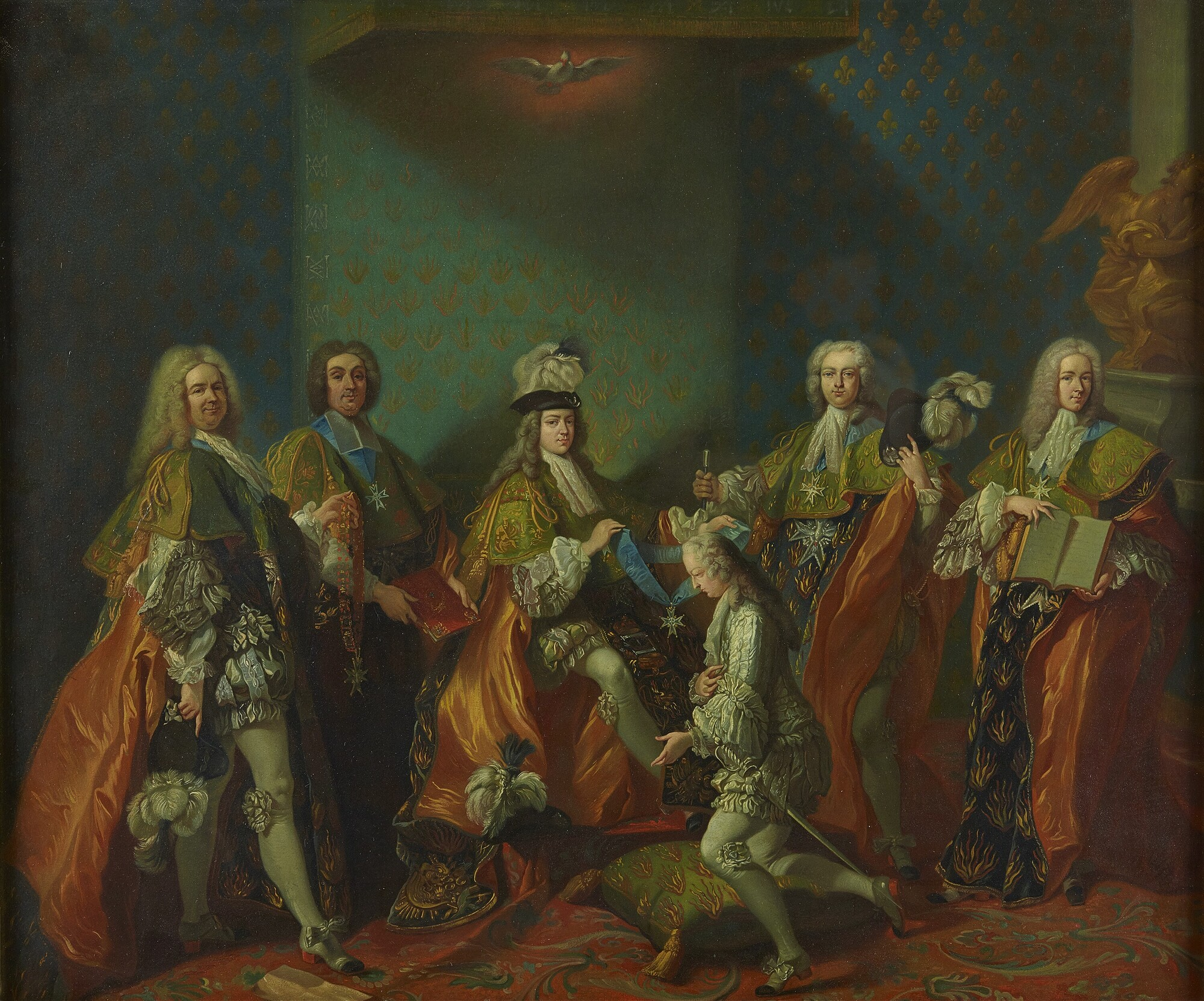
クレルモン伯爵に神聖勲章（英語版）を授与するルイ15世、1730年作。 ヴェルサイユ宮殿所蔵。
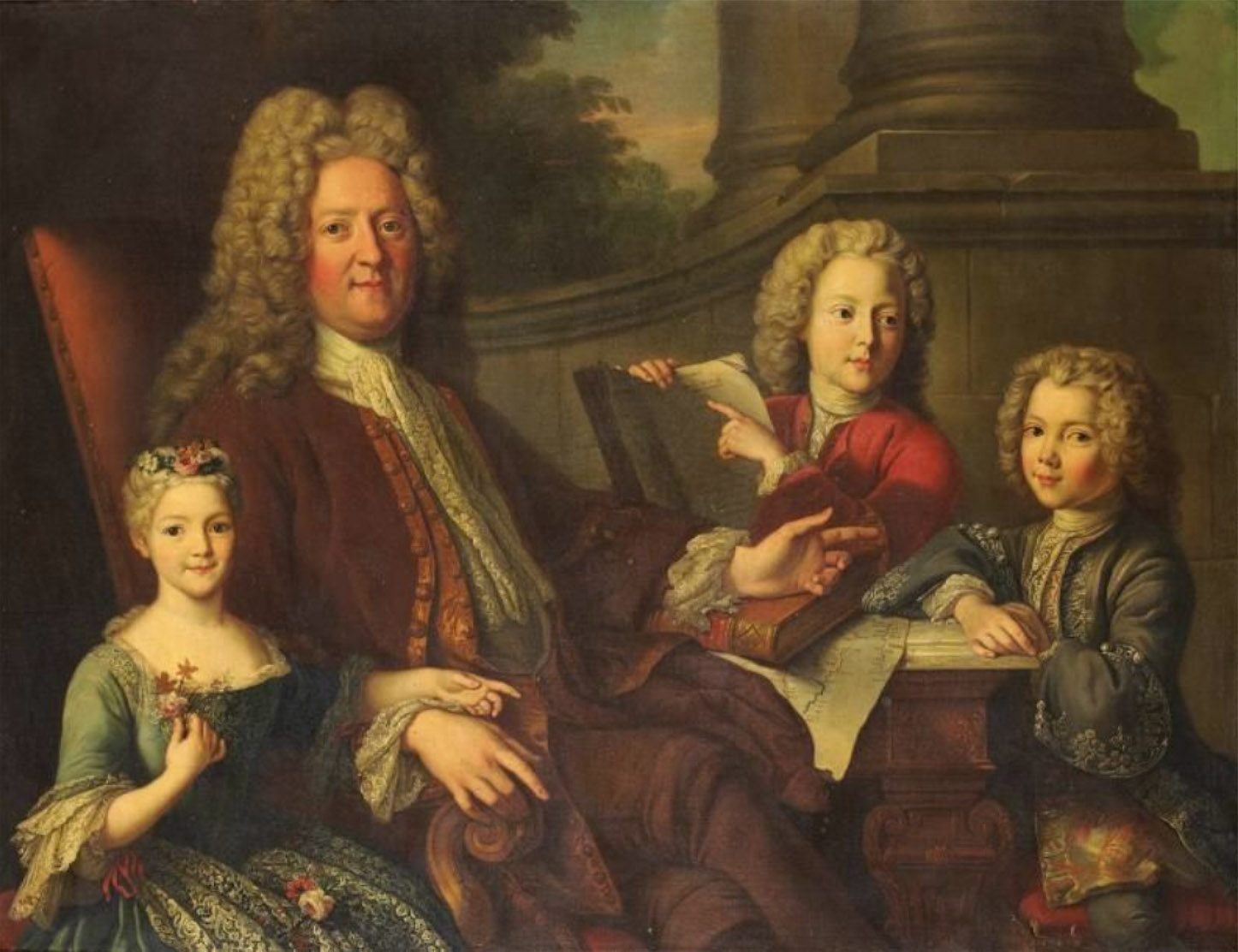
ルイ・オーギュスト・ド・ブルボンと子供たち

## 家族
弟のシャルル＝アンドレ、息子のルイ＝ミシェル、フランソワ、シャルル＝アメデー＝フィリップも画家の道を歩んだ。